# ناكاماتسو يوشيرو
ناكاماتسو يوشيرو (باليابانية: 中松 義郎 ناكاماتسو يوشيرو) (26 يونيو 1928) يُعرف أيضا باسم دكتور ناكاماتس، هو مخترع ياباني يدعي أن له أكثر من 3200 براءة اختراع، وهو بذلك الادعاء يصبح أكثر شخص في العالم تحصل إلى الآن على براءات اختراع، يليه في المرتبة الثانية توماس إديسون الذي سجل 1093 براءة اختراع. يذكر أنه في عام 1950 استطاع في جامعة طوكيو اختراع القرص المرن. فضلا على أنه اخترع الساعة الرقمية، والقرص المضغوط، كما يدعي أنه قام بترخيص العديد من براءات الاختراع إلى شركة آي بي إم في عام 1979، إلا أن ترتيبات الترخيص لا يعرف عنها أي شيء.
في عام 2007 رشح نفسه لانتخابات مجلس بلدية طوكيو، كما أنه رشح نفسه لانتخابات مجلس المستشارين الياباني إلا أنه فشل في الحصول على مقعد.

## وصلات خارجية
- ناكاماتسو يوشيرو على موقع IMDb (الإنجليزية)
- ناكاماتسو يوشيرو على موقع قاعدة بيانات الفيلم (الإنجليزية)

- الموقع الرسمي ليوشيرو ناكاماتسو